# Guerra Guillemita d'Irlanda
La Guerra Guillemita d'Irlanda o Guerra jacobita d'Irlanda, (en gaèlic irlandès Cogadh an Dá Rí o 'La guerra dels Dos Reis') va esclatar després del destronament de Jaume II d'Anglaterra en 1688 per la seva filla Maria II d'Anglaterra i el seu marit Guillem d'Orange, net de Carles I. Va provocar l'aixecament jacobita d'Escòcia encapçalat pel vescomte de Dundee, que es va iniciar en les mateixes dates. Mentre Guillem va acabar amb el jacobitisme a Irlanda i els següents aixecaments jacobites es van limitar a Escòcia i Anglaterra, la guerra anava a tenir un efecte durador a l'illa, reforçant el govern protestant britànic al país durant un segle. La batalla del Boyne i el setge de Derry encara són dates celebrades en l'actualitat pels unionistes d'Irlanda del Nord.

## La Revolució Gloriosa
La guerra a Irlanda va començar com a conseqüència directa de la Revolució Gloriosa a Anglaterra. Jaume II, que era catòlic romà, va intentar introduir la llibertat de culte per als catòlics i poder prendre decisions sense comptar amb el Parlament anglès. Això va constituir per a molts anglesos un desagradable recordatori del regnat de Carles I, el conflicte del qual amb el parlament va desembocar en l'esclat de la Guerra Civil Anglesa. La ruptura definitiva entre Jaume i la classe política anglesa es va produir al juny de 1688, quan la seva segona esposa va donar a llum un fill home, la qual cosa assegurava la instauració d'una dinastia Stuart fidel al catolicisme. Aquest temor va portar diversos polítics anglesos a convidar Guillem d'Orange, estatúder de la República Holandesa a envair Anglaterra i aconseguir el tron juntament amb la seva esposa Maria, filla de Jaume II. Guillem va acceptar l'oferta, principalment per raons estratègiques i militars.
La República holandesa es trobava en plena guerra amb la França de Lluís XIV, la major potència militar d'Europa de l'època. Els anteriors reis Stuart, Carles II i Jaume II d'Anglaterra havien dut a terme una política d'aliances amb França des de la Restauració anglesa; Guillem va veure l'ocasió de privar França de l'ajuda anglesa, i aconseguir-la per la Lliga d'Augsburg en la que militava.
Guillem va envair Anglaterra en 1688, i Jaume va fugir després d'oferir una resistència merament simbòlica.

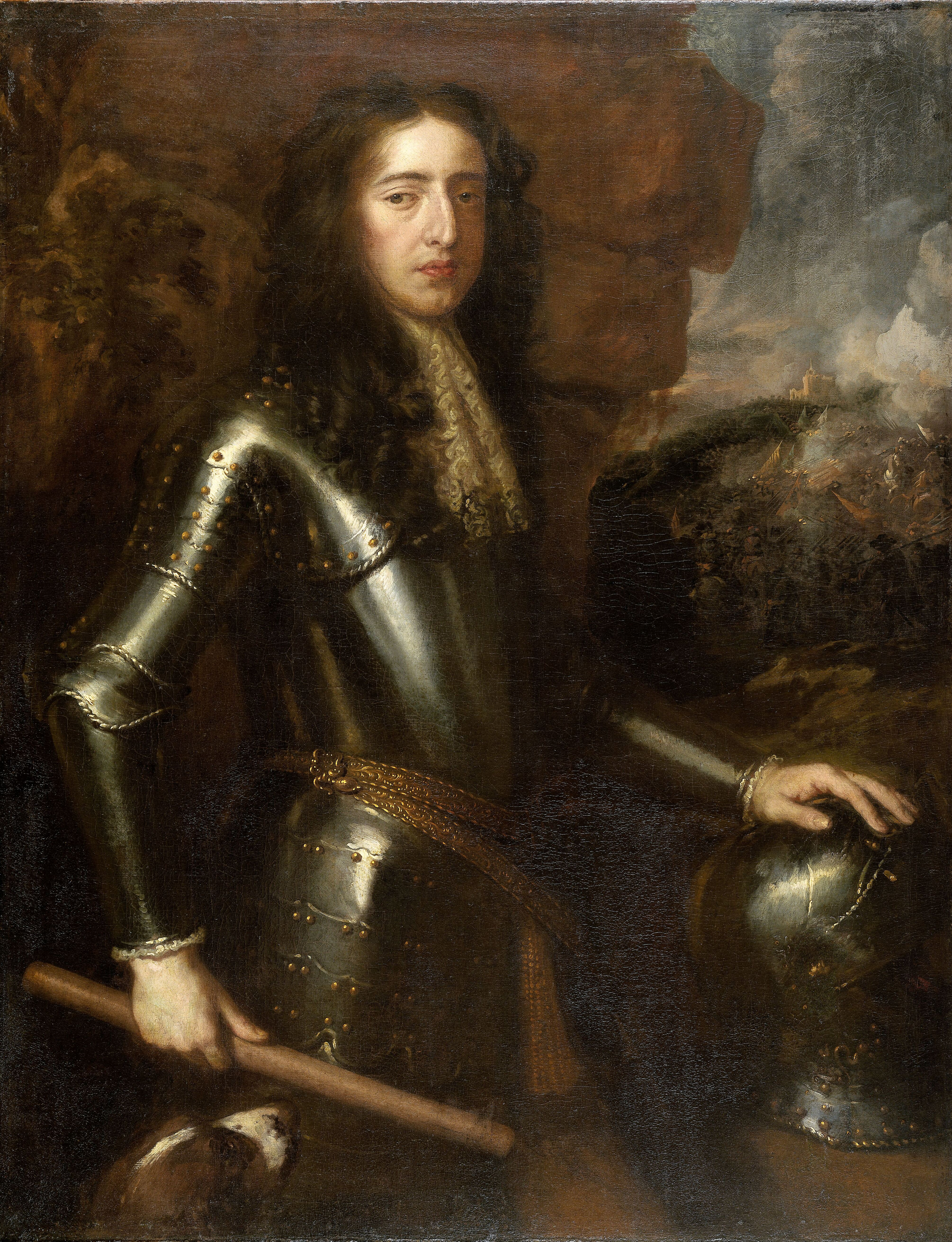
Guillem III (Guillem d'Orange)

De totes maneres, encara que Jaume II era altament impopular a Anglaterra, era recolzat majoritàriament per la població d'Irlanda. Els nadius irlandesos eren, en la seva majoria, catòlics i havien recolzat massivament als Stuart en les Guerres de les Tres Nacions que van seguir la Guerra Civil Anglesa amb l'esperança d'aconseguir autogovern i tolerància religiosa. Havien estat derrotats en la dècada dels 50 i castigats pel règim de la Commonwealth anglesa amb confiscació de terres i legislació penal. Més encara, s'havien sentit àmpliament decebuts després del fracàs de Carles II en el seu intent per revertir la seva situació després de la Restauració anglesa de 1660.
No obstant això, Jaume havia realitzat algunes concessions concretes, com la de nomenar un catòlic irlandès, Richard Talbot, com a Lord Tinent d'Irlanda, i la readmissió de catòlics en l'exèrcit, funcionariat i el Parlament Irlandès. La majoria dels terratinents catòlics irlandesos havien perdut les seves terres després de la conquesta d'Irlanda per Cromwell (1649-1653) i el seu lliurament a colons anglesos i escocesos. Esperaven recuperar les seves propietats sota el govern de Jaume, per la qual cosa, quan aquest va fugir d'Anglaterra, va buscar a Irlanda el suport necessari per a reconquerir els seus tres regnes.

## Esclat de la guerra — Campanya a l'Ulster

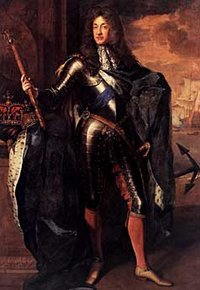
Jaume II i VII

Després del desembarcament de Guillem a Anglaterra, Richard Talbot, comte de Tyrconnell i Senyor Tinent d'Irlanda va iniciar accions per assegurar que totes les fortaleses de l'illa estiguessin en mans de l'exèrcit catòlic irlandès de recent creació, lleial a Jaume. Solament a la província de l'Ulster, amb la major concentració de colons anglesos i escocesos d'Irlanda, va trobar Talbot resistència significativa.
Pel novembre de 1688 només la ciutat emmurallada de Derry comptava amb guarnició protestant. Un exèrcit d'uns 1.200 homes, la majoria Redshanks" (Highlanders), a les ordres d'Alexander Macdonnell, comte d'Antrim havia partit cap a Irlanda poc després del desembarcament de Guillem. Quan els irlandesos van arribar a les portes de la ciutat el 7 de desembre de 1688 va començar el setge de Derry. Encara que semblava que els jacobites eren molt superiors numèricament, la realitat era que les tropes de Tyrconnell estaven formades principalment per grups de camperols reclutats precipitadament i pobrament armats i entrenats. No obstant això el 14 de març de 1689, una força jacobita dirigida per Richard Hamilton va aconseguir derrotar una milícia protestant guillemita en una trobada a Dromore (Down), coneguda com la bretxa de Dromore, i que va permetre als jacobites ocupar l'est de l'Ulster.
Quan Jaume va ser deposat i va fugir a França, el rei Lluís XIV (que es trobava immers en la Guerra de la Gran Aliança contra Guillem d'Orange, li va proporcionar subministraments i tropes, encara que estipulant que, a canvi de les tropes franceses que destinés a Irlanda, Jaume li hauria de facilitar el mateix nombre de reclutes irlandesos. El 12 de març de 1689, Jaume va desembarcar a Kinsale amb 6.000 soldats francesos. Va marxar sobre Dublín on va ser ben rebut i, amb un exèrcit jacobita compost de catòlics, protestants reialistes i francesos es va dirigir al nord, unint-se al setge de Derry el 18 d'abril. Jaume es va trobar al capdavant d'un moviment predominantment irlandès i catòlic, i el 7 de maig va presidir una sessió parlamentària composta gairebé totalment per catòlics. Va acceptar a contracor la petició del Parlament irlandès d'una acta que declarés que el Parlament d'Anglaterra no tenia dret a legislar per a Irlanda. Va acceptar també la devolució als catòlics irlandesos les terres confiscades a les seves famílies després de la conquesta de Cromwell, utilitzant per a això les terres dels protestants que s'haguessin oposat a Jaume i recolzat a Guillem. Aquest parlament seria més tard anomenat pels nacionalistes irlandesos el Parlament Patriota.
La flota guillemita britànica va arribar a Derry per alleujar la situació dels assetjats l'11 de juny, però van decidir evitar el risc de l'artilleria fins que el Mariscal Frederic Schomberg va donar l'ordre d'atacar i concloure amb el setge el 28 de juliol de 1689.
En la propera Enniskillen, al sud de Derry, guillemites civils armats reclutats de la població protestant local, van organitzar un formidable exèrcit irregular. Des de la seva base d'Enniskillen, van dur a terme incursions contra les forces jacobites de Connacht i Ulster. Justin MacCarhy, Vescomte de Mountcashel, va reunir una força jacobita i va marxar contra ell. El 28 de juliol de 1689, l'exèrcit de MacCarthy va ser derrotat en la batalla de Newtownbutler. Molts dels jacobites van fugir davant els primers trets, i fins a 1500 d'ells van resultar morts o ofegats mentre fugien de la cavalleria guillemita. Com a conseqüència d'aquesta derrota i del desembarcament de forces guillemites a l'est de la província, la majoria de tropes jacobites van ser retirades de l'Ulster i acantonades a la rodalia de Dundalk.

## La campanya de Schomberg de 1689
El 13 d'agost de 1689, l'exèrcit de Guillem, sota la direcció del Mariscal Schomberg, va desembarcar a Ballyholme Bay al comtat de Down i, després de capturar Carrickfergus, va marxar sense oposició cap a Dundalk. El virrei de Jaume, el comte de Tyrconnell, al capdavant del gruix de l'exèrcit jacobita, va tancar el pas cap al sud a Schomberg, però sense presentar batalla. Els dos bàndols van romandre acampats un enfront de l'altre durant diverses setmanes abans de retirar-se a les seves casernes d'hivern. Els guillermites van perdre diversos milers d'homes a causa de la malaltia, malgrat no disputar cap batalla significativa amb els jacobites. Encara més, des de l'hivern de 1689 i durant els dos anys següents, van ser fustigats pels guerrillers irlandesos coneguts com a rapparees. Una vegada en les casernes d'hivern, la mortalitat entre els guillemites va seguir sent elevada per causa de la malaltia, els rigors del clima i la falta d'aprovisionaments, al que va contribuir la política de devastació emprada pels jacobites, que aviat va propagar la fam entre la població civil.

## Arribada de Guillem, 1690. Batalla del Boyne
Davant la lentitud de Schomberg, Guillermo decideix prendre cartes en l'assumpte. El 14 de juny de 1690, va arribar amb una flota de 300 vaixells a Belfast Lough. Va desembarcar a Carrickfergus, al capdavant d'un exèrcit de 36.000 homes compost per mercenaris anglesos, alemanys, danesos, holandesos i hugonots francesos. Després d'alguna resistència a la rodalia de Newry, els jacobites es van retirar al marge sud del riu Boyne, on es van atrinxerar al llogaret d'Oldbridge, prop de Drogheda. L'1 de juliol, Guillermo va atacar, vorejant el Boyne en diversos llocs, la qual cosa va obligar els jacobites a retirar-se per evitar ser envoltat. La batalla del Boyne no va ser decisiva, i les baixes en tots dos bàndols no van ser gaire elevades -1.500 jacobites i 500 guillemites-, però fou un cop psicològic per a Jaume, que va perdre tota esperança de victòria a Irlanda. Va marxar al capdavant de la seva tropa fins a Duncannon, des d'on va tornar al seu exili a França. Aquesta fugida, deixant a la seva sort als seus seguidors irlandesos, li va valer l'àlies de Séamus an Chaca o James the Shit (Jaume el cagat). L'exèrcit jacobita es va retirar a Dublín, gairebé intacte, però completament desmoralitzat. L'endemà, les tropes van marxar cap a Limerick. El mateix dia, els guillemites es van dirigir a Dublín i van ocupar la ciutat sense trobar resistència. La derrota del Boyne va contribuir igualment al fet que els jacobites escocesos abandonessin la seva revolta.
La victòria de Guillem, juntament amb la fugida de Jaume, podia haver significat la fi de la guerra a Irlanda. No obstant això, Guillem va oferir uns termes de pau molt durs a Dublín, excloent als oficials jacobites i als terratinents catòlics del perdó ofert a la tropa del carrer. Com a resultat, als líders jacobites irlandesos no els va quedar una altra opció que lluitar fins a rebre garanties que les seves vides, propietats i drets civils i religioses fossin respectats quan se signés la pau.

## Limerick, Aughrim i la fi de la Guerra

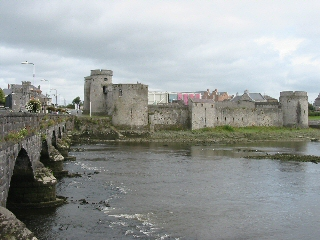
Castell del rei Joan i pont de Thomond a la ciutat de Limerick. Limerick va ser assetjada pels guillemites en 1690 i 1691.

La guerra va continuar. Els irlandesos es van retirar a Limerick, on van repel·lir un atac guillemita l'agost de 1690, amb greus baixes. Els guillemites es van retirar de l'oest d'Irlanda, però van consolidar les seves possessions al sud del país a la fi de 1690. Les seves forces, sota les ordres de John Churchill, comte de Marlborough, van prendre els ports meridionals de Cork i Kinsale.
La posició dels jacobites irlandesos era ara defensiva. Dominaven un ampli enclavament a l'oest de l'illa, incloent tota la província de Connacht, limitada pel riu Shannon. La seva reeixida defensa de Limerick els va fer creure que encara podien guanyar la guerra amb ajuda de França (encara que moltes de les tropes franceses enviades amb Jaume s'havien retirat després de la seva fugida). Guillem va abandonar Irlanda a la fi de 1690, encomanant el comandament de les tropes guillemites al general holandès Godert de Ginkell, que arribaria a ser comte d'Athlone. Ginkell va penetrar a Connacht per Athlone, després de dur a terme un sagnant setge. Va avançar cap a les fortaleses jacobites de Galway i Limerick. El Marquès de St. Ruth, comandant de les forces jacobites franceses, va intentar llavors bloquejar l'avanç dels guillemites a Aughrim (Galway), però les tropes de Ginkell van infligir una terrible derrota als irlandesos en el que es coneix com la batalla d'Aughrim, on els jacobites van perdre al voltant dels 8.000 homes -més o menys a meitat de les seves tropes- entre morts, ferits i capturats.
.

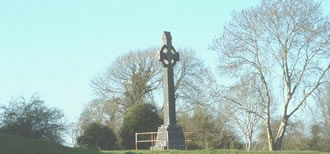
Creu commemorativa de la Batalla d'Aughrim. 7.000 homes van morir-hi el 12 de juliol de 1691, i la causa jacobita a Irlanda va ser derrotada.

El mateix St.Ruth va resultar mort. Ginkell va capturar Galway, que es va rendir sense condicions. Va procedir després a assetjar novament Limerick, que es va rendir el 23 de setembre de 1691, quan Patrick Sarsfield, abandonant tota esperança de victòria, va deposar els oficials francesos al comandament de la ciutat i va iniciar les negociacions amb Ginkell. El Tractat de Limerick, signat el 3 d'octubre de 1691 concedia tolerància religiosa per als catòlics i garantia plens drets legals a aquells catòlics que juressin lleialtat a Guillem, en unes condicions molt avantatjoses per als jacobites.
El papat va recolzar Guillem en 1691, però va canviar la seva política per recolzar Jaume a partir de 1693. El Parlament Irlandès, dominat pels protestants, es va negar a ratificar els articles del Tractat i, a partir de 1695, va actualitzar les Lleis Penals, que discriminaven salvatgement als catòlics. Els jacobites irlandesos van considerar les noves lleis anticatòliques com una severa falta de fe. Un refrany popular de l'època deia cuimhnigí Luimneach agus feall na Sassanaigh ("recorda Limerick i la traïció anglesa"). Part del tractat permetia als membres de l'exèrcit jacobita abandonar Irlanda i exiliar-se a França si així ho desitjaven, un succés conegut a Irlanda com la Fugida de les Oques Salvatges. Sobre 14.000 homes i 10.000 dones i nens van abandonar Irlanda amb Patrick Sarsfield en 1691. Inicialment van formar l'exèrcit de Jaume II a l'exili, encara que van operar com a part de l'exèrcit francès. A la mort de Jaume, les restes d'aquesta força es van fusionar amb la Brigada Irlandesa, que s'havia format en 1689 amb els 6.000 reclutes irlandesos enviats per Jaume a Lluís XIV a canvi de l'ajuda militar francesa.

## Conseqüències de la guerra
La victòria orangista va tenir dues conseqüències principals en el llarg termini. D'una banda, va privar definitivament Jaume II de qualsevol opció de recuperar els trons d'Anglaterra, Irlanda i Escòcia per mètodes militars. Per un altre, va reforçar el domini britànic i protestant sobre Irlanda. Fins al segle xix, Irlanda seria governada per l'Ascendència, composta en la seva majoria per anglesos protestants. La comunitat Catòlic Irlandesa majoritària i els escocesos presbiterians de l'Ulster, serien sistemàticament allunyats del poder, que es basava en la propietat de les terres.
Durant el segle següent a la guerra, els catòlics irlandesos van mantenir una inclinació sentimental per la causa jacobita, pintant Jaume i els Stuart com els monarques que haurien brindat Irlanda un tracte just (incloent l'autogovern i la devolució de les terres confiscada), i tolerància pel Catolicisme. Milers de soldats irlandesos van partir del país per servir als reis Stuart en la Brigada Irlandesa de l'exèrcit francès. Fins a 1766 França i el papat van intentar restaurar als Stuart en els seus regnes britànics, i soldats irlandesos van lluitar en el bàndol jacobita durant els aixecaments jacobites escocesos fins a la batalla de Culloden en 1745.
D'altra banda, els protestants van descriure la victòria guillemita com un triomf de les llibertats civils i religioses. Molts protestants irlandesos consideren que aquesta victòria va salvar a la seva comunitat de la massacre i l'anihilació a les mans dels catòlics. Per ells, les batalles de la Guerra Guillemita són commemorades el 12 de juliol pels protestants unionistes de l'Ulster, a través de l'Orde d'Orange.